# بيت صالح على (كحلان الشرف)

تعديل مصدري - تعديل

بيت صالح على هي إحدى قرى عزلة بنى كعب بمديرية كحلان الشرف التابعة لمحافظة حجة، بلغ تعداد سكانها 181 نسمة حسب تعداد اليمن لعام 2004.